# Czvetkó Sándor
Czvetkó Sándor (Veszprém, 1965. augusztus 18. –) magyar színész.

## Élete
1984–1988 között a Színház- és Filmművészeti Főiskolán tanult, Kerényi Imre osztályában. Az egyetem után Egerben a Gárdonyi Géza Színházhoz szerződött. 1990 óta tagja az Arany János Színháznak. Főként fiatal hősöket ábrázol. Jelenleg a Körúti Színház tagja.

## Színházi szerepeiből
- Molnár Ferenc: A doktor úr – Csató
- A Három Testőr – Buckingham
- Balogh Elemér, Kerényi Imre: Csíksomlyói passió – Pilátus, Mojzes, Jeremiás, Ábrahám, 1. pásztor, Petrus
- Sarkadi Imre: Elveszett paradicsom – Zoltán
- D. R. Wilde: Mennyből az angyal – Neil Rheingold
- Nem fizetünk – Luigi
- Hans Christian Andersen: Panna, a pöttöm – Vakond úr
- Neil Simon: Pletyka – Welch
- Dallos Szilvia: Utószinkron – Szalóki
- Herman Wouk: Zendülés a Caine hajón – Willie Seward Keith alhadnagy
- James Kirkwood, Nicholas Dante: Michael Bennett emlékére – Tim
- Molière: Mizantróp – Philinte
- Dés László: Valahol Európában – Egyenruhás
- William Shakespeare: A Windsori víg nők – Sir Hugh Evans walesi pap

## Szinkronszerepei

### Sorozatok
| Cím                                       | Szerep                           | Színész             |
| ----------------------------------------- | -------------------------------- | ------------------- |
| Boston Legal – Jogi játszmák              | Alan Shore                       | James Spader        |
| Két pasi – meg egy kicsi                  | Charles Francis „Charlie” Harper | Charlie Sheen       |
| Garfield és barátai (RTL-es szinkron)     | Jon Arbuckle                     | Tom Huge            |
| A Garfield-show                           | Jon Arbuckle                     | Wally Wingert       |
| Castle                                    | Richard Castle                   | Nathan Fillion      |
| Nagyágyúk                                 | James Walker                     | Michael Wartan      |
| A láthatatlan ember                       | Darien Fawkes                    | Vincent Ventres     |
| Bleach                                    | Kucsiki Bjakuja                  |                     |
| Árva angyal                               | Daniel Velarde                   | Víctor Noriega      |
| Alias                                     | Michael Vaughn                   | Michael Vartan      |
| Duval és Moretti                          | David Moretti                    | Alexandre Brasseur  |
| Kisvárosi gyilkosságok                    | Gavin Troy                       | Daniel Casey        |
| Starsky és Hutch (2. szinkronos változat) | Kenneth "Ken" Hutchinson         | David Soul          |
| Az ítélet: család                         | Michael Bluth                    | Jason Bateman       |
| Paula és Paulina                          | Luciano Alcántara                | Mario Cimarro       |
| Csillagkapu                               | Daniel Jackson                   | Michael Shanks      |
| Kettős játszma                            | Fernando Alanís                  | Gabriel Soto        |
| Dollhouse – A felejtés ára                | Paul Ballard                     | Tahmoh Penikett     |
| Vad angyal                                | Ivo Di Carlo                     | Facundo Arana       |
| Yago                                      | Yago Valdez, Fabio Sirenio       | Facundo Arana       |
| A szerelem nevében                        | Mariano Cordero                  | Luis Gatica         |
| A szupercsapat                            | Frankie Santana                  | Eddie Velez         |
| Manimar                                   | Arturo                           | Daniel Gauvry       |
| Egy lépés előre                           | Cristóbal Soto                   | Víctor Mosqueira    |
| 4400                                      | Kevin Burkhoff                   | Jeffrey Combs       |
| Cobra 12 – Az új csapat                   | Frank                            | Hendrik Duryn       |
| Jericho                                   | Robert Hawkins                   | Lennie James        |
| Észak és Dél                              | Charles Main                     | Kyle Chandler       |
| A homok titkai                            | Tonho Da Lua                     | Marcos Frota        |
| A szökés                                  | Wheeler                          | Jason Davis         |
| Médium – A túlvilág kalandorai            | Robert Bridge                    | Andrew Lincoln      |
| Glades – Tengerparti gyilkosságok         | Jim Longworth                    | Matt Passmore       |
| Nyugi, Charlie!                           | Charlie Goodson                  | Charlie Sheen       |
| Odaát                                     | Castiel                          | Misha Collins       |
| Mámoros szerelem                          | David                            | Gabriel Soto        |
| Az újonc                                  | John Nolan                       | Nathan Fillion      |
| A klón                                    | Roberto del Valle                | Didier van der Hove |
| A zöld íjász                              | Damien Darhk                     | Neal McDonough      |
| A holnap legendái                         | Damien Darhk                     | Neal McDonough      |
| Ozark                                     | Martin “Marty” Byrde             | Jason Bateman       |
| Az érzelmek tengerén                      | Mirat Yavuz                      | Kutsi               |
| A hegyimentők                             | Andreas Marthaler                | Martin Gruber       |
| Robin Hood                                | Gilbert                          |                     |

### Filmek
| Év   | Cím                                                    | Szerep                       | Színész                |
| ---- | ------------------------------------------------------ | ---------------------------- | ---------------------- |
| 2019 | Kis tini hős                                           | Dr. James Timothy Possible   | Matthew Clarke         |
| 2018 | Arizona                                                | Scott                        | Luke Wilson            |
| 2017 | Két testvér, egy lövés                                 | Sal                          | John Cusack            |
| 2016 | Skitrace – Zűrös páros                                 | Connor Watts                 | Johnny Knoxville       |
| 2015 | Everest                                                | Rob Hall                     | Jason Clarke           |
| 2014 | Időhurok                                               | A pultos                     | Ethan Hawke            |
| 2013 | Jobs – Gondolkozz másképp                              | Mike Markkula                | Dermot Mulroney        |
| 2012 | Az emlékmás                                            | Douglas Quaid                | Colin Farrell          |
| 2011 | Mission: Impossible – Fantom protokoll                 | Leonid Lisenker              | Ivan Shvedoff          |
| 2011 | Testcsere                                              | David "Dave" Lockwood        | Jason Bateman          |
| 2011 | Frászkarika                                            | Jerry                        | Colin Farrell          |
| 2011 | Johnny English újratöltve                              | Miniszterelnök               | Stephen Campbell Moore |
| 2011 | A mestergyilkos                                        | Dean                         | Tony Goldwyn           |
| 2011 | Az igazság ára                                         | Ted Minton                   | Josh Lucas             |
| 2010 | A gyerekek jól vannak                                  | Paul                         | Mark Ruffalo           |
| 2009 | Karácsonyi ének                                        | Fred                         | Colin Firth            |
| 2009 | Képlet                                                 | Phil Beckman                 | Ben Mendelsohn         |
| 2009 | A végső állomás                                        | Andy                         | Andrew Fiscella        |
| 2008 | A macskám, a családom és a fiúk                        | Bob Nicolson                 | Alan Davies            |
| 2008 | Erőszakik (In Bruges)                                  | Ray                          | Colin Farrell          |
| 2008 | Valkűr                                                 | Heinz Brandt alezredes       | Tom Hollander          |
| 2008 | Nim szigete                                            | Alex Rover                   | Gerard Butler          |
| 2008 | Isteni szikra                                          | Gil Previck                  | Dermot Mulroney        |
| 2007 | A Spiderwick krónikák                                  | Arthur Spiderwick            | David Strathairn       |
| 2007 | A kaptár 3 – Teljes pusztulás                          | Chase                        | Linden Ashby           |
| 2007 | Ébredő sötétség                                        | John Stanton professzor      | John Benjamin Hickey   |
| 2007 | Bűbáj                                                  | Robert Philip                | Patrick Dempsey        |
| 2007 | Ocean’s Thirteen – A játszma folytatódik               | Roman Nagel                  | Eddie Izzard           |
| 2006 | Túl a sövényen                                         | Stikli, a mosómedve          | Bruce Willis           |
| 2006 | Vészkijárat                                            | Åke                          | Henrik Norlén          |
| 2006 | Miami Vice                                             | Sonny Crockett               | Colin Farrell          |
| 2006 | Szakíts, ha bírsz                                      | Mike                         | Geoff Stults           |
| 2005 | A kör 2                                                | Max Rourke                   | Simon Baker            |
| 2005 | Büszkeség és balítélet                                 | Mr. Collins                  | Tom Hollander          |
| 2005 | Anyád napja                                            | Dr. Kevin Fields             | Michael Vartan         |
| 2005 | Fegyverszünet karácsonyra                              | Horstmayer                   | Daniel Brühl           |
| 2005 | Szahara                                                | Al Giordino                  | Steve Zahn             |
| 2004 | Én, a robot                                            | Sonny                        | Alan Tudyk             |
| 2004 | Ocean’s Twelve – Eggyel nő a tét                       | Paul                         | Jeroen Willems         |
| 2004 | Alien vs. Predator – A Halál a Ragadozó ellen          | Technikus                    | Glenn Conroy           |
| 2004 | A nagy zsozsó                                          | Bob Rogers Jr.               | Charlie Sheen          |
| 2004 | Ütközések                                              | Cameron Thayer               | Terrence Howard        |
| 2004 | Garfield                                               | Wendell                      | Evan Arnold            |
| 2003 | Baywatch – Hawaii esküvő                               | John D. Cort                 | John Allen Nelson      |
| 2003 | Ki nevel a végén?                                      | Andrew                       | Allen Covert           |
| 2003 | Beavatás                                               | James Douglas Clayton        | Colin Farrell          |
| 2003 | Horrorra akadva 3.                                     | Tom Logan                    | Charlie Sheen          |
| 2002 | Császárok klubja                                       | James Ellerby                | Rob Morrow             |
| 2002 | A fülke                                                | Stuart "Stu" Shepard         | Colin Farrell          |
| 2002 | Különvélemény                                          | Danny Witwer                 | Colin Farrell          |
| 2002 | Sötét zsaruk 2                                         | Newton                       | David Cross            |
| 2002 | Sötétkamra                                             | William "Will" Yorkin        | Michael Vartan         |
| 2002 | Monte Cristo grófja                                    | J.F. Villefort               | James Frain            |
| 2001 | Nyakiglove                                             | Jim Winston                  | Freddie Prinze Jr.     |
| 2001 | A pók hálójában                                        | Ollie McArthur               | Dylan Baker            |
| 2001 | Kutyafuttában                                          | Gordon                       | David Arquette         |
| 2000 | Ébren álmodó                                           | Aaron Reilly                 | William Fichtner       |
| 2000 | Horrorra akadva, avagy tudom, kit ettél tavaly nyárson | Greg Phillippe               | Lochlyn Munro          |
| 2000 | Sikoly 3.                                              | Roman Bridger                | Scott Foley            |
| 2000 | Sikoly 3.                                              | A Hang                       | Roger L. Jackson       |
| 1999 | A Féreg akcióba lép                                    | Nick Miranda                 | Dane Cook              |
| 1999 | Hármasban szép az élet                                 | Oscar Novak                  | Matthew Perry          |
| 1999 | Csizmás kandúr                                         | Gunther                      | Judge Reinhold         |
| 1998 | Életre-halálra                                         | John Royce különleges ügynök | Robert Downey Jr.      |
| 1997 | Emma                                                   | Mr. Elton                    | Dominic Rowan          |
| 1997 | Öri-hari                                               | Keith Marks                  | James Denton           |
| 1997 | Men in Black – Sötét zsaruk                            | Reggie Redgick               | Patrick Breen          |
| 1997 | Titanic                                                | William Murdoch elsőtiszt    | Ewan Stewart           |
| 1997 | Vörös sarok                                            | Lin Dan                      | Byron Mann             |
| 1996 | Szerelemben, háborúban                                 | Henry Villard                | Mackenzie Astin        |
| 1996 | Emma                                                   | Frank Churchill              | Ewan McGregor          |
| 1996 | Danielle Steel: A gyűrű                                | Paul Liebman                 | Jon Tenney             |
| 1996 | Danielle Steel: Emlékezés                              | Vasili Arbus                 | Michael Lowry          |
| 1994 | Wyatt Earp                                             | Warren Earp                  | James Caviezel         |
| 1992 | Szerelmi bájital                                       | Paul Matthews                | Tate Donovan           |
| 1984 | Gumiláb                                                | Chuck Cranston               | Jim Youngs             |
| 1982 | Airplane 2. – A folytatás                              | Dave Unger navigátor         | Kent McCord            |

### Videojátékok
| Év   | Cím                                | Szerep     | Színész    |
| ---- | ---------------------------------- | ---------- | ---------- |
| 2007 | Brothers in Arms 3: Hell's highway | Matt Baker | Troy Baker |

### Dokumentumfilmek
| Cím             | Ország               | Év   | Szerep   |
| --------------- | -------------------- | ---- | -------- |
| Irak édenkertje | angol dokumentumfilm | 2011 | narrátor |